# Геополитика
Геополи́тика (географи́ческая поли́тика, др.-греч. γῆ — земля, πολιτική — государственные или общественные дела) — направление политической мысли, концепция о контроле над территорией, о закономерностях распределения и перераспределения сфер влияния (центров силы) различных государств и межгосударственных объединений. В научном сообществе отсутствует консенсус касательно статуса геополитики как науки.
Различают традиционную геополитику, новую геополитику (геоэкономику) и новейшую геополитику (геофилософию). Традиционная геополитика делает акцент на военно-политическую мощь государства и доминирующую роль географических факторов в захвате чужих территорий, являясь (по Хаусхоферу) «географическим разумом» государства. Геоэкономика, в отличие от традиционной геополитики, делает акцент на экономической мощи государства. Новейшая геополитика, в которой доминирует сила духа над военной и экономической мощью, способствует преодолению традиционного географического и экономического детерминизма за счёт расширения базисных факторов, определяющих поведение государств в международных отношениях.
Для современной геополитической теории большое значение имеет изучение форм контроля над пространством с учётом технологических возможностей, которыми обладают государства (формы такого контроля: политический, военный, экономический, цивилизационный, коммуникационный, демографический, информационный).

## История
Концепция геополитики возникла в конце XIX — начале XX века, в первых работах употреблялось выражение «политическая география». Термин «геополитика» ввёл в обращение шведский политолог и государствовед Рудольф Челлен под влиянием немецкого географа Фридриха Ратцеля, который в 1897 году опубликовал книгу «Политическая география» (нем. Politische Geographie). Впервые он употребил термин в 1899 году, но широкую известность он приобрёл после выхода книги «Государство как организм» (1916). Наряду с Челленом классиками геополитической науки считаются британский географ и политик Хэлфорд Маккиндер, американский историк морской стратегии А. Мэхэн, германский географ, зачинатель политической географии Ф. Ратцель, германский исследователь К. Хаусхофер, американский исследователь международных отношений Н. Дж. Спикмэн.
Геополитика продолжила и развила идеи географического детерминизма, существовавшие в различных социально-политических концепциях на протяжении многих веков. Значение географических условий для внешней и внутренней политики государств отмечали ещё древнегреческие мыслители Платон, Аристотель, Полибий. Эта традиция нашла своё продолжение и в римской политической мысли у Цицерона и Страбона. В Новое время на связь географии и политики обратили внимание такие французские политические мыслители, как Жан Боден и Шарль де Монтескьё. Переход от идей географического детерминизма к собственно геополитике обычно связывают с творчеством немецкого политического географа Фридриха Ратцеля.
Со второй половины XX века предметом рассмотрения геополитики стали прежде всего такие явления и понятия стратегической географии, как холодная война, военно-стратегический паритет, позже также — глобализация, многополярный мир, а также в широкий обиход вошли понятия сверхдержава, великая, региональная, ядерная, космическая, экономическая, спортивная держава применительно к государствам, выделяющимся по комплексу или отдельной характеристике и имеющим влияние на другие страны.

## Предмет изучения
Основной объект изучения геополитики — геополитическая структура мира, представленная множеством территориальных моделей. Исследование механизмов и форм контроля над территорией — одна из основных задач геополитики. Историческим ядром геополитики выступает география, ставящая во главу угла исследование прямых и обратных связей между свойствами территории и балансом (соперничеством или сотрудничеством) мировых сил. Методологическим ядром геополитики при этом является «моделирование» на общепланетарном уровне, хотя в составе этой научной дисциплины существуют и региональные и локальные разделы, например, исследование границ, проблем спорных территорий, межгосударственных конфликтов и т. п. Тем не менее, региональные и локальные проблемы могут успешно исследоваться только в контексте указанного методологического ядра, то есть следуя от общего к частному.
В научных кругах геополитика предполагает географический, исторический и социологический анализ вопросов, связанных с политикой и территориальными структурами на различных уровнях (от государственного до международного). 

## Основные геополитические школы

### Русская, советская и российская
Среди российских авторов термин «геополитика» впервые стал употребляться в 1920-х годах представителями движения евразийства. В конце 1920-х годов он появился и в СССР. В связи с этим некоторые современные историки считают временем появления русской геополитической школы именно эти годы. Более ранние мыслители, рассматривавшие геополитические вопросы, в таком контексте относятся либо к предшественникам, либо к исследователям вне общей национальной геополитической школы.
В разные периоды существования Советский Союз имел разную, временами двойственную геополитическую политику и практику. Имея целью распространение в мире социализма в целом и, по возможности, увеличения своей территории в частности, довоенный СССР, с одной стороны, вопреки реальным возможностям, не стал присоединять примыкающие народно-революционные Монголию, Танну-Туву, Гилян, однако, с другой стороны, поддерживал неудачную попытку образования Китайской Советской Республики, а также разделил с нацистской Германией Восточную Европу согласно пакту Молотова — Риббентропа. При этом из числа этих согласованных к своей сфере влияния территорий СССР присоединил к себе бывшие в составе Польши Западные Украину и Белоруссию, а также Прибалтику, Бессарабию, Северную Буковину, но, столкнувшись с жёстким сопротивлением Финляндии при реализации в ней прибалтийского сценария присоединения, смог аннексировать только её небольшую часть.
В ходе Второй мировой войны и сразу после неё СССР резко укрепил своё влияние в мире, обзавёлся несколькими социалистическими государствами-сателлитами («странами народной демократии»), а также присоединил непосредственно к себе некоторые новые территории — Восточную Пруссию, небольшую часть Северной Финляндии, Закарпатье, Южный Сахалин и Курилы, Танну-Туву. Однако СССР не реализовал некоторые другие возможности, такие как присоединение Болгарии согласно её неофициальному предложению (отклонённому в связи с формальным поводом эксклавности её территории) и вовлечение в свою сферу влияния (по сценарию установления социализма в Восточной Европе и создания Германской Демократической Республики при разделе Германии) китайских Восточного Туркестана и Маньчжурии, а также оккупированных на время Северного Ирана и Восточной Австрии и планировавшегося к оккупации японского Хоккайдо. СССР поддерживал несостоявшееся создание в Южной Европе «малого СССР» из Болгарии, Югославии, Албании и, возможно, Румынии и Греции.
Во второй половине XX века СССР стал одной из двух сверхдержав наряду с США. Он возглавил также второй из мощнейших военно-политических блоков ОВД и достиг баланса сил с США и НАТО с военно-стратегическим паритетом. Не объявляя открыто о детальных геополитических концепциях помимо паритета и «сдерживания американской гегемонии и неоколониализма», фактически СССР разделил геополитический контроль над планетой, действуя в политической, военной (в том числе военно-морской), экономической, научной, спортивной сферах. СССР имел крупнейшие военно-промышленный комплекс и Вооружённые силы, которые опосредованно участвовали в том числе и в конфликтах с США в локальных войнах. Как и американская школа, советская геополитика широко оперировала понятиями противостоящих друг другу «мира капитализма» и «мира социализма». Хотя от военно-политического советского блока («мировой системы социализма») отошли социалистические Югославия, Албания и набиравший мощь Китай, СССР в целом продолжал укреплять своё влияние в мире, активно и в большинстве случаев успешно поддерживая не только союзников по ОВД, но и несколько десятков стран социалистической ориентации, а также народно-освободительные движения.
Советским специалистом по отечественной геополитике был профессор А. Л. Нарочницкий, изучавший российскую геополитику XIX века; на эту тему из-под его пера выходили научно-документальные исторические труды.
После распада СССР его политическая правопреемница Россия, имеющая утрату прежних (относительно СССР) позиций на международной арене, малый размер ВВП (во второй половине мировой десятки), отсталость в науке, значительное сокращение стратегических ядерных сил, высокую бедность населения и коррупцию, устаревшую инфраструктуру, системный внутриэкономический кризис и сложную демографическую обстановку, всё-таки признаётся[кем?] восстанавливающейся потенциальной сверхдержавой. Россия какое-то время была полноправным членом в «Большой восьмёрке» (G8), а также образовала с другими растущими державами сообщество БРИКС. Текущее российское руководство и некоторые политики активно отстаивают идеи неприятия однополярного мира и США как единственной сверхдержавы и заявляют о необходимости установления многополярного мира со всё более возрастающими ролями потенциальных сверхдержав и региональных держав и объединений. В этом с Россией согласен и Китай, фактически приблизившийся к статусу сверхдержавы.
В 1990-х годах геополитическими исследованиями занимался старший научный сотрудник Института философии РАН России Вадим Цымбурский, предложивший термин «Остров-Россия», а также известный концепцией Великого Лимитрофа.
Видным российским геополитиком начала XXI века является генерал-полковник в отставке Л. Г. Ивашов, возглавляющий Академию геополитических проблем, занимающуюся анализом международной обстановки и ситуации внутри страны, её эксперты разрабатывают Геополитическую доктрину. Ранее генерал-полковник Л. Г. Ивашов возглавлял Главное управление международного военного сотрудничества. В этой должности он жёстко и принципиально отстаивал национальные интересы России, выступая против расширения НАТО на восток, против агрессивной внешней политики США и Запада в целом и против построения однополярного мира. К тому времени за его плечами уже были учёба в Военном училище в Военной академии и безупречная служба в мотострелковых войсках на различных командных должностях. Построение однополярного мира, в котором господствует Запад, противоречит национальным интересам Российской Федерации, и дальнейшее расширение НАТО угрожает национальной безопасности РФ.
В последнее время в России активно разрабатываются новые школы и направления геополитики. Научный сотрудник Центра оборонных исследований РИСИ В. В. Карякин на базе нетрадиционных подходов и новых вызовов предложил термин «Геополитика третьей волны». Данный междисциплинарный подход основан на принципах синергетики, постнеклассической науки в контексте социально-политической динамики и стратегий непрямых действий.
Российская геополитическая школа делится на два лагеря, ими являются консерваторы и либералы, придерживающиеся разных точек зрения. Л. Г. Ивашов, Л. П. Решетников, А. К. Пушков, Н. А. Нарочницкая и М. Л. Шевченко относятся к консервативному лагерю. Ранее кандидат исторических наук генерал-лейтенант Л. П. Решетников служил в органах СВР. Он знал немецкий, французский, сербский и болгарский языки. В настоящее время под его началом трудится Российский институт стратегических исследований, его специалисты занимаются анализом и прогнозом международной обстановки, исследованием причин вооружённых конфликтов и политических кризисов. Любимой наукой РИСИ является геополитика. Эксперты данного института выступают против дальнейшего расширения НАТО и ЕС и построения однополярного мира, в этом мнении их поддерживают специалисты АГП. Во всех своих публичных выступлениях Л. П. Решетников считал для России Сербию, Грецию, Молдову и Болгарию братскими народами и стратегическими партнёрами, у которых имеется много общих связей, включая православное вероисповедание, но Запад на протяжении всей своей истории всегда стремился к искоренению православия и уничтожению непокорных народов. Среди российских геополитиков консервативного лагеря бытует мнение о столкновении западно-христианской и восточно-исламской цивилизаций. Православный богослов профессор Московской духовной академии А. И. Осипов в одном своём интервью опроверг эту теорию, по его мнению, Запад давно отошёл от своих христианских основ. Л. Г. Ивашов является сторонником многополярного мира и укрепления России, он активно выступает за сотрудничество со всеми странами мира на взаимовыгодных условиях.
Социальный философ Н. С. Розов отмечает, что в российской геополитике отсутствуют подлинно научные концепции, а в работах российских авторов геополитика ассоциируется с политическим реализмом, социал-дарвинизмом, и оправданием экспансионизма, однако всё это не отменяет геополитику как дисциплину, которая призвана научно изучать закономерности, механизмы и другие вопросы контроля территорий политиями.

### Немецкая
Немецкая школа геополитики подчёркивала роль географических факторов в политическом развитии.
Все немецкие геополитики стремились обосновать притязания Германии на статус главной «континентальной» силы, идущей на смену Великобритании. Таким образом, конечной целью немецкой школы, так же как и англо-американской, являлось определение условий, при которых Германия могла бы установить господство над Европой, а затем и миром. Её главным представителем был Карл Хаусхофер, издатель журнала «Zeitschrift fur Geopolitik» и автор множества монографий и статей. Он развивал концепцию «жизненного пространства», предложенную Ратцелем, применительно к межвоенной Германии, усечённые границы которой представлялись ему неестественными и уродующими национальную жизнь немцев. К.Хаусхофер стремился привить немцам мысль о справедливости и необходимости изменения границ Германии. Делалось это при помощи введённого геополитиком понятия «вероятная карта» (на протяжении двух десятилетий он печатал множество таких карт, на которых демонстрировались желательные, с точки зрения интересов Германии, территориальные изменения). Достаточным пространством для Германии могла бы стать «Срединная Европа» (Mitteleuropa), концепция которой была предложена ещё Ратцелем. С точки зрения Хаусхофера, главным противником Германии являлась Великобритания и, следовательно, задача германской геополитической стратегии заключалась в формировании единого антибританского блока. Хаусхофер, расширяя зону геополитических претензий Германии, выдвинул идею «панрегионов» — больших пространств, на которые мир разделён по «меридиональному» принципу, с центром каждого региона в Северном полушарии и периферией в Южном. Сначала Хаусхофер выделял три панрегиона — Америка с центром в США, Европа—Ближний Восток—Африка с центром в Германии, Восточная Азия и Тихоокеанский регион с центром в Японии, позднее он «выделил» и зону для России — Русская равнина и Сибирь, Персия и Индия. Подстраиваясь под нужды внешней политики нацистов, Хаусхофер перешёл к концепции «континентального блока» между Германией, СССР и Японией против морских держав. 
Однако при приготовлениях и в ходе Второй мировой войны нацистская Германия придерживался этой теории не во всём. Хотя Советскому Союзу сначала было предложено вступить в Тройственный пакт, объектом жизненного пространства и экспансии Германии, помимо Европы и Африки, стали считаться территории СССР до Урала (в то время как Сибирь предоставлялась дальневосточному союзнику — Японии). Воплощая претензии на гегемонию, в ходе войны Германия на время установила почти полный контроль над Европой. За исключением территорий своих союзников по Оси и Великобритании, остальные страны стали или фактическими колониями или марионеточными государствами-сателлитами. Немецкая геополитика, как предоставлявшая оправдание нацистской военной экспансии, была практически разгромлена после войны под лозунгом денацификации. Сам Карл Хаусхофер всегда был противником конфликта с СССР, как гибельного по своим последствиям, и в дальнейшем пытался предотвратить войну на два фронта. Как следствие, началось охлаждение отношений Хаусхофера с нацистским режимом, закончившееся для него заключением в концентрационный лагерь Дахау. После окончания войны, под впечатлением от сокрушительного поражения Германии, Карл Хаусхофер покончил жизнь самоубийством.
Продолжателем немецкой геополитической школы, но уже без милитаристской составляющей, выступило интеллектуальное движение европейских «новых правых», на которое значительное влияние оказал философ и правовед Карл Шмитт, написавший ряд эссе, посвящённых «номосу земли» — принципу, интегрирующему территориальную геополитическую организацию пространства и особенности его государственного устройства, правовой системы, социального и духовного склада. Шмитт противопоставляет «традиционное», военное, имперское и этическое устроение «номоса земли», символом которого является Дом, и «модернистское», торговое, демократическое и утилитаристское устроение «номоса моря», символом которого является Корабль. Таким образом, геополитическая оппозиция Моря и Суши выводится на уровень историософского обобщения. 

### Японская
Япония столетиями оставалась автократичной страной со слабой единой государственностью. Однако японская геополитика имела кратковременный период резкого развития и практического проявления во время Второй мировой войны. Как и нацистская Германия, в ходе войны милитаристская Япония сделала попытку стать новой сверхдержавой. Япония на время обрела военно-морской флот, соизмеримый по мощи с американским Тихоокеанским флотом, имела многочисленные фактические колонии в Азии (в том числе крупнейшую страну — Китай), а также имела согласованные со своим европейским союзником Германией планы экспансии на территорию СССР вплоть до Урала, в Австралию и при благоприятном стечении обстоятельств — в Индию. Теоретически и формально претензии Японии были оформлены в виде Великой азиатской сферы сопроцветания, в которую вошли все обретённые японские колонии и марионеточные государства-сателлиты. В ходе войны Японская империя была разгромлена, а после неё Япония, отказавшись от войны как способа разрешения международных споров, сосредоточилась на цели стать одной из самых мощных экономических и научно-технологических держав планеты, которая была успешно достигнута.

### Английская
Британская геополитическая школа, до её маргинализации после утраты Британией статуса империи, предложила глобальную геополитическую концепцию. Её сформулировал в 1904 году в работе «Географическая ось истории» английский географ и политик Хэлфорд Маккиндер. Впоследствии концепция Маккиндера изменялась под влиянием событий мировых войн в работах «Демократические идеалы и реальность» (1919) и «Завершённость Земного шара и обретение мира» (1943). Маккиндер исходил из представления о мире как о географическом и политическом целом, в котором, особенно после «колумбовой эры» Великих географических открытий и глобального расширения Европы, ключевым является противостояние сухопутных и морских держав.
Основные положения геополитической концепции Х.Маккиндера сводились к следующему:
1. Физическая география имеет непосредственное влияние на политические процессы.
2. Политическая мощь каждого государства зависит от его географического положения.
3. Развитие технологии меняет политическую расстановку сил, так как технология изменяет физическую среду.
4. Материковая сердцевина Земли оказывает стратегическое влияние на происходящие политические процессы.
5. Мир в XX в. превратился в замкнутую систему.

Маккиндер выделяет две макрогеографические зоны планеты — океаническое полушарие (Западное полушарие и Британские острова) и континентальное полушарие, или Мировой Остров, — Евразию и Африку, являющиеся основной зоной расселения человечества. Центральной зоной Мирового Острова является Хартленд — зона, которая практически недоступна для морского проникновения (Русская равнина, Западная Сибирь и Средняя Азия). Хартленд является источником сосредоточения «континентальной силы», которая способна управлять всем Мировым Островом, захватывая контроль над внутренним полумесяцем — районами Острова, доступными морскому вторжению и являющимися одновременно и защитным буфером Хартленда, и объектом экспансии морских держав.
Сами морские державы опираются на внешний полумесяц, включающий в себя Америку, Британию, Японию и Южную Африку. Располагающееся в Хартленде практически неуязвимое «срединное государство» является прочной, но маломобильной структурой, вокруг которой совершается более оживлённое политическое «круговращение» стран внутреннего и внешнего полумесяцев. В дальнейших модификациях теории Маккиндера сохранялся мотив опасения угрозы морским державам, которую представляет собой государство Хартленда, обычно ассоциируемое с Россией. Поэтому Маккиндер выстраивал концепцию глобального доминирования, в которой контроль над Хартлендом обеспечивает безусловное геополитическое преимущество любой державе. В западной геополитике разработка темы ограничения экспансии из Хартленда и установления контроля над ним занимает огромное место, прежде всего, в разработках американской геополитической школы.
Формула Макиндера: «Кто правит Восточной Европой, господствует над Хартлендом; кто правит Хартлендом, господствует над Мировым островом; кто правит Мировым островом, господствует над миром».
В годы Второй мировой войны британские геополитики первыми ввели понятие сверхдержавы. Хотя Британия активно членствует в военно-политическом блоке НАТО, её отношение к геополитической концепции и практике «Единой Европы» сдержанное — она вошла в Европейский союз, но не посчитала возможным принять его конституцию и единую валюту евро.

### Американская
Американская геополитическая школа сформировалась под влиянием идей военно-морского историка адмирала Альфреда Мэхэна. В работах «Влияние морской силы на историю (1660—1783)» и «Заинтересованность Америки в морской силе» Мэхэн выдвинул концепцию «морской силы» как фактора, обеспечивающего безусловное геополитическое превосходство. Именно обеспеченность страны морскими базами и торговым флотом, а также мощь военного флота делают её великой державой, решающей судьбы мира, а морская цивилизация обеспечивает более благоприятные условия для развития. Видя в истории противостояние морских и сухопутных держав, Мэхэн предложил использование в качестве глобальной геополитической стратегии «принципа Анаконды» — удушения противника путём морской блокады его стратегических объектов.
Формула А.Мэхэна: военный флот + торговый флот + военно-морские базы = морское могущество.
В перспективе Мэхэн прогнозировал объединение основных морских государств — США, Великобритании, Германии и Японии — в едином блоке, направленном против крупнейших континентальных держав — России и Китая. В грядущем глобальном конфликте между «сушей» и «океаном» у морских держав, по мнению Мэхэна, должно быть преимущество.
В концепции Николаса Спикмэна были объединены идеи Мэхена и Маккиндера. Разрабатывая геополитику в рамках концепции стратегической безопасности США, он выдвинул принцип «интегрированного контроля над территорией», который должен осуществляться Америкой по всему миру в целях недопущения усиления геополитических конкурентов. Придерживаясь идеи противостояния моря и суши (СССР и Америки), Спикмэн, однако, считал геополитической осью мира не неподвижный Хартленд, а зону противостояния Римленд — пограничную зону Суши и Моря, тянущуюся вдоль границ Хартленда через Европу, Ближний и Средний Восток, Индию и Китай. Держава Хартленда осуществляет давление на эту зону, пытаясь объединить её под своим контролем, в то время как США должны осуществлять политику сдерживания и «удушения» континентальной державы, насыщая Римленд своими военными базами и создавая там военно-политические союзы. Формула Н.Спикмена: «Кто контролирует Римленд, господствует над Евразией; кто господствует над Евразией, контролирует судьбы мира». Концепция Спикмэна повлияла на принципы американской внешней политики и в особенности стратегии в холодной войне, прежде всего в 1950—1960 годы (доктрина Трумэна и т. д.). Именно по линии Римленда располагались многочисленные американские военные базы, что помогло США реально воспользоваться своим ядерным оружием в качестве инструмента давления на Советский Союз. Очевидно, всё же не геополитика лежала в основе глобального конфликта, расколовшего мир на два больших лагеря. Но геополитическая теория давала аргументы для оправдания проистекавшей из этого конфликта политической и военной стратегии.
После Второй мировой войны не испытавшие разрушения и прочие серьёзные потери и, напротив, имея укрепившуюся экономику и науку, США стали первой сверхдержавой планеты, а также возглавили крупнейший военно-политический блок НАТО. Развитие межконтинентальных баллистических ракет и выход СССР из «кольца окружения», завоевание им позиций на Кубе, в Африке и т. д. привели к переинтерпретации американской геополитической концепции в духе принципов «динамического сдерживания», осуществляемого на всём геополитическом поле, а рост мощи стран третьего мира привёл к постепенному отказу от жёсткого дуализма в американской внешней политике.
Под влиянием идей Саула Коэна развилась концепция региональной геополитики, основанной на иерархическом принципе. Он выделял четыре геополитических иерархических уровня:
- геостратегические регионы — Морская и Евразийская, имевшие первостепенное значение для прежней геополитики;
- геополитические регионы — сравнительно однородные и имеющие свою специфику части геополитических сфер (Восточная Европа, Южная Азия и т. д);
- великие державы — Россия, США, Китай, Япония и интегрированная Европа, имеющие свои ключевые территории;
- новые державы — вошедшие в силу сравнительно недавно страны третьего мира, такие как Иран, и не оказывающие ещё решающего воздействия на глобальный геополитический порядок.

Распад СССР и прекращение жёсткого противостояния Суши и Моря привели к дестабилизации мировой системы и её регионализации. В регионах идёт интеграция, и они постепенно становятся ведущим геополитическим уровнем, формируя многополярный мир. Однако этот многополярный мир всё больше расслаивается по уровням развития, для дифференциации которых Коэн предложил использовать понятие энтропии — степени хаоса, неопределённости. К регионам с низким уровнем энтропии относят страны Запада и отчасти Хартленд и Средний Восток; регионы с высоким уровнем энтропии — Африка и Латинская Америка. По Коэну, именно низкоэнтропийные формируют мировой геополитический баланс, а высокоэнтропийные выступают в качестве постоянного источника проблем и нестабильности.
Концепция Коэна даёт две возможности для своего дальнейшего развития.
- Идея доминирования низкоэнтропийных стран ведёт к формированию концепции однополярного мира, центрами которого выступают США, Европа и Япония как три силы, обладающие одинаковой политической системой, высокоразвитой экономикой и интересами, исключающими их войну друг против друга. Айр Страус выдвинул концепцию глобального униполя, основанного на дружелюбии, сотрудничестве и общих демократических ценностях. По мнению Страуса, прочность этого униполя зависит от вхождения в него России, без которой база для глобального униполярного лидерства становится ограниченной. Для геополитиков этого направления характерна идея долговременности сложившегося после окончания холодной войны геополитического порядка, идея «конца истории», предложенного Френсисом Фукуямой.
- Иное направление связано с ростом «оборонного сознания» в США и констатацией того факта, что регионализация ведёт к утрате геополитического доминирования США. Яркое выражение это нашло в концепции столкновения цивилизаций Сэмюэля Хантингтона. По его мнению, для настоящего времени характерна тенденция к десекуляризации — возвращению к религиозной идентичности больших регионов, а значит, ведущую роль отныне играют локальные цивилизации, противостоящие глобальной цивилизации Запада. Иллюстрацией этой концепции является рост исламского фундаментализма. В этих условиях Западу придётся предпринять большие усилия для сохранения своего доминирования в противостоянии сразу нескольким конкурирующим цивилизационным центрам.

Практически американские геополитики вынуждены учитывать новые реалии. США проявляют сдержанное отношение к Евросоюзу, который потенциально приближается к статусу конфедерации, считается формирующейся потенциальной сверхдержавой и имеет единую валюту евро, которая уже жёстко конкурирует с долларом, ранее единственной мировой валютой. В связи с тем, что с начала XXI века Китай де-факто приблизился к статусу сверхдержавы, геополитики США стали уделять ему повышенное внимание. В 2010 годы устами американского истэблишмента была озвучена адресованная китайскому руководству идея оформления из США и Китая «Большой двойки» сверхдержав (G2), однако Китай пока остался верен концепции многополярного мира и отклонил данное предложение, усмотрев в нём прежде всего средство разделения ответственности за доминирующую американскую внешнеполитическую деятельность, с которой часто не согласен.
Распространение новых технологий коммуникаций также отразилось на геополитических подходах. Главный редактор журнала «Геополитика» Леонид Савин предложил термин «кибергеополитика» для описания новой сферы политической активности и особенностей географической локализации этого трансграничного феномена. В одной из статей по этой теме Леонид Савин пишет, что неологизм кибергеополитика нужно понимать «одновременно как новую дисциплину, изучающую то, что происходит с помощью интерфейса человек-машина в контексте политики и географии, включая, но не ограничиваясь, интерактивным взаимодействием социальных сетей, виртуальным пространством, дипломатией web. 2.0, так и текущую деятельность, затрагивающую и включающую в себя принципы обратной связи в социальном, политическом и военном секторах, и где императивом является установление и распространение власти, пусть и более изощрённым способом».

## Геополитика Античности
Уже в эпоху Античности различные древнеримские и древнегреческие философы высказывали свои геополитических идеи. Предпосылки появления теории о завоевательном духе морских государств можно найти у древнегреческого мыслителя и политика Фукидида, который был избран стратегом во время Пелопоннесской войны. Он подчёркивал важность близости моря и сильного флота для более быстрого развития государства, считал наличие морских территорий необходимым преимуществом для успешных военных действий для государства.
В «Истории» Геродот анализирует причины конфликтов между странами на протяжении всей истории человечества того времени. Он приходит к уверенности в дуалистичности мира, его представления о причинах войн вписываются в концепцию разделения стран на «страны суши» и" страны моря". Кроме того, мыслитель также был уверен в противостоянии востока и запада как важнейшей предпосылке военного столкновения.
Аристотель также внёс свой вклад в формирование фундаментальной геополитической теории. Он не только утверждал, что" морские" и «континентальные» государства различны, но и попытался описать эти различия. Так, он выступал с критикой теллурократической модели государства. Мыслитель выделял такие её недостатки, как слабость института частной собственности, коррупция, фактическое отсутствие демократии и демократических выборов.
Кроме Аристотеля такой дуализм в мировом пространстве сумел рассмотреть и Платон. Его рассуждения о воинственных государствах моря и ослабленных коррупцией странах суши строились на сравнении острова Крита, одной из сильных демократических держав времён Древней Греции, и Лакедемона, или Спарты.
В Древнем Риме мыслители тоже обнаруживали вышеописанную дихотомию между государствами. Древнеримский философ Цицерон противопоставлял тиранические и демократические государства. При этом он также проводил разграничения между прибрежными и континентальными городами. Жителей первых он представлял как более мобильных и либеральных, а граждан последних — консервативными и оседлыми.

## Представители
Немецкая
- Карл Хаусхофер
- Фридрих Ратцель
- Карл Шмитт

Французская
- Александр дель Валль
- Видаль де ля Блаш (1845—1918)
- Ив Лакост
- Эмерик Шопрад

Английская
- Хэлфорд Дж. Маккиндер

Американская
- Альфред Тайер Мэхэн
- Хантингтон, Элсуорт (1876—1947)
- Николас Спикмэн
- Збигнев Бжезинский
- Хантингтон, Сэмюэл Филлипс
- Филип Эйджи (1935—2008)
- Джордж Фридман
- Уильям Энгдаль

Российская
- Николай Семёнович Мироненко
- Николай Яковлевич Данилевский
- Константин Николаевич Леонтьев
- Лев Ильич Мечников
- Сергей Николаевич Южаков
- Владимир Иванович Ламанский
- Владимир Александрович Дергачёв
- Алексей Ефимович Вандам[13]
- Вениамин Петрович Семёнов-Тян-Шанский
- Георгий Валентинович Плеханов
- Пётр Николаевич Савицкий
- Вадим Леонидович Цымбурский
- Алексей Леонтьевич Нарочницкий
- Александр Гельевич Дугин
- Леонид Григорьевич Ивашов
- Леонид Петрович Решетников
- Николай Александрович Бердяев
- Наталия Алексеевна Нарочницкая

## Критика
В СССР геополитика долгое время (до конца 1980-х годов) считалась лженаукой. Большая советская энциклопедия определяет геополитику как «буржуазную, реакционную концепцию, использующую извращённо истолкованные данные физической и экономической географии для обоснования и пропаганды агрессивной политики империалистических государств». Из современных учёных, отрицающих её научность, можно отметить С. В. Утехина, А. Б. Зубова, Е. М. Шульман и других.
В бюллетене «В защиту науки», издаваемом Комиссией по борьбе с лженаукой и фальсификацией научных исследований при Президиуме РАН, в выпуске № 19 от 2017 года, в статье Сергеева А. Г. «Синекдоха отвечания, или Защита гомеопатическая» (стр. 90), геополитика упоминается автором как лженаука.